# Jämlitz-Klein Düben
Jämlitz-Klein Düben (em baixo sorábio: Jemjelica-Źěwink) é um município da Alemanha, situado no distrito de Spree-Neiße, no estado de Brandemburgo. Tem 28,63 km² de área, e sua população em 2019 foi estimada em 446 habitantes.